# Ovidio Giraldo Velásquez

Wappen von Ovidio Giraldo Velásquez

Ovidio Giraldo Velásquez (* 27. Januar 1963 in Montebonito, Departamento de Caldas) ist ein kolumbianischer Geistlicher und römisch-katholischer Bischof von Barrancabermeja.

## Leben
Ovidio Giraldo Velásquez studierte Philosophie und Katholische Theologie am Priesterseminar Nuestra  Señora del Rosario in Manizales. Er empfing am 18. Februar 1989 das Sakrament der Priesterweihe für das Bistum La Dorada-Guaduas.
Nach der Priesterweihe war Ovidio Giraldo Velásquez zunächst als Pfarrvikar in den Pfarreien Nuestra Señora de los Dolores und San Antonio tätig, bevor er 1992 Pfarrer der Pfarrei San José Obrero wurde. Noch im selben Jahr wurde Giraldo Velásquez für weiterführende Studien nach Rom entsandt, wo er 1994 an der Päpstlichen Universität Gregoriana ein Lizenziat im Fach Philosophie erwarb. Nach der Rückkehr in seine Heimat war Ovidio Giraldo Velásquez von 1994 bis 2000 als Ausbilder am Kleinen Seminar Cristo Buen Pastor tätig. 2001 wurde er Pfarrer der Kathedrale Nuestra Señora del Carmen in La Dorada und Spiritual am Kleinen Seminar Cristo Buen Pastor. Zudem war Giraldo Velásquez von 2006 bis 2009 Delegat für die soziale Pastoral. Von 2009 bis 2013 war er als Verantwortlicher für die Pastoral im Bistum La Dorada-Guaduas tätig. 2013 wurde Ovidio Giraldo Velásquez nationaler Direktor des Netzwerks für die Neuevangelisierung.
Am 29. Mai 2020 ernannte ihn Papst Franziskus zum Bischof von Barrancabermeja. Der Bischof von Pereira, Rigoberto Corredor Bermúdez, spendete ihm am 22. Juli desselben Jahres in der Kathedrale Nuestra Señora de la Pobreza in Pereira die Bischofsweihe; Mitkonsekratoren waren der Bischof von La Dorada-Guaduas, Hency Martínez Vargas, und der Weihbischof in Pereira, Luis Albeiro Cortés Rendón. Die Amtseinführung erfolgte am 8. August 2020.